# Julian Rouse
Julian Rouse é um engenheiro e dirigente esportivo britânico que atualmente ocupa o cargo de diretor esportivo da equipe de Fórmula 1 da Alpine.

## Carreira
Rouse iniciou seu envolvimento com o automobilismo ainda jovem, inspirado pela carreira de seu pai, Andy Rouse, no Campeonato Britânico de Carros de Turismo. Ele começou a trabalhar na Fortec Motorsport em 2001, durante uma era dominante para a equipe, tornando-se engenheiro de corrida e, posteriormente, gerente de equipe em diversos programas.
Em 2009, Rouse se juntou a equipe Arden Motorsport, de propriedade de Christian Horner, como gerente de equipe e engenheiro de corrida, criando o programa da Arden para a disputa da temporada inaugural da GP3 Series, que mais tarde venceu o campeonato em 2012 e 2013 sob a sua liderança. À medida que a empresa se expandia, ele foi promovido ao cargo de diretor esportivo e, eventualmente, tornou-se gerente geral, supervisionando todas as atividades de corrida da Arden nas categorias GP2, GP3, World Series by Renault e Fórmula 4.
Rouse foi então incumbido pela Arden de montar o programa da R-Motorsport no GT, onde assumiu o cargo de diretor esportivo e de desempenho, com enorme sucesso no Blancpain GT World Challenge e em eventos como as 12 Horas de Bathurst. Ele também passou um ano como engenheiro-chefe de uma das equipes da R-Motorsport no Deutsche Tourenwagen Masters (DTM) em 2019, supervisionando Ferdinand Habsburg e Daniel Juncadella. Posteriormente, Rouse trabalhou como gerente de equipe na Garage 59 e na TF Sport e obteve sucesso nas 24 Horas de Le Mans e nas 24 Horas de Spa.
Rouse se juntou a equipe Alpine durante a temporada de 2022, quando se tornou diretor da Alpine Academy, substituindo a indonésia Mia Sharizman, supervisionando o programa de jovens pilotos da equipe, bem como identificando oportunidades para jovens talentos no âmbito do automobilismo da Alpine. Posteriormente, após a Alpine promoveu ele ao cargo de diretor esportivo.